# Tavoletta di Dispilio

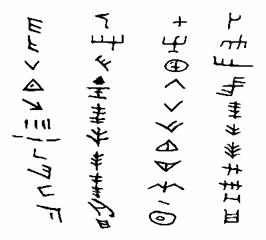
I segni sulla tavoletta di Dispilio (colonna a sinistra) e segni simili in altre scritture antiche (rimanenti tre colonne).

La tavoletta di Dispilio (nota anche come scritture di Dispilio o disco di Dispilio) è una tavoletta in legno recante delle incisioni (charagmata), portata alla luce durante gli scavi di George Hourmouziadis a Dispilio in Grecia e datata con il metodo del carbonio-14 a circa 7300 BP (5260 a.C.).  Venne scoperta nel 1993 in un insediamento sulla riva del lago neolitico che occupava un'isola artificiale nei pressi dell'attuale villaggio di Dispilio sul lago Kastoria nella prefettura di Kastoria, Grecia.

## Scoperta
L'insediamento lacustre stesso venne scavato a partire dal 1992. Il sito sembra essere stato occupato dagli stadi finali del Medio Neolitico (5600-5000 a.C.) fino al Neolitico Superiore (3000 a.C.). Furono trovati diversi oggetti, incluso ceramica, elementi strutturali in legno, semi, ossa, statuette, ornamenti personali, flauti e la tavoletta scritta.
La scoperta della tavoletta venne annunciata a un simposio nel febbraio del 1994 all'Università di Tessalonica. Il paleo-ambiente del sito, la botanica, le tecniche da pesca, gli utensili e le ceramiche vennero pubblicate in modo informale in un'edizione nel giugno del 2000 della Επτάκυκλος, una rivista greca di archeologia e da Hourmouziadis nel 2002.
La tavoletta stessa venne parzialmente danneggiata quando fu esposta all'ambiente esterno ricco di ossigeno dopo essere stata tratta fuori dall'acqua e dal fango dove giaceva da molto tempo, ed è tuttora in fase di conservazione. La pubblicazione accademica completa della tavoletta sembra aspetti che finisca il completo lavoro di conservazione.